# Cilindros de acción simple y doble
Los cilindros de motores alternativos a menudo se clasifican según su acción simple o doble, dependiendo de cómo actúa el fluido de trabajo sobre el pistón.

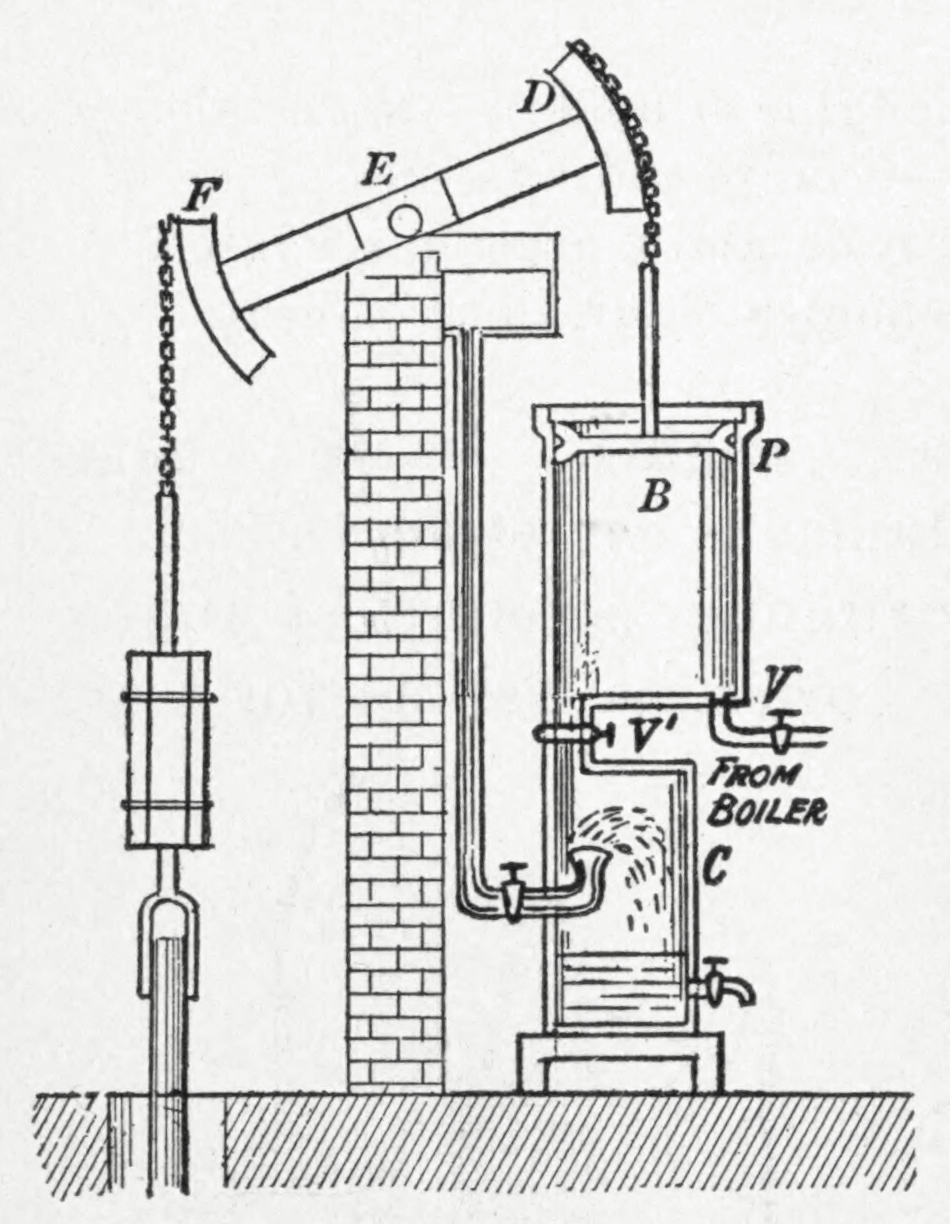
Motor de balancín atmosférico con uno de los primeros cilindros propulsores de acción simple

## Simple efecto
Un cilindro de acción simple en un motor alternativo es un cilindro en el que el fluido de trabajo actúa solo en un lado del pistón. Un cilindro de acción simple depende de la carga, los resortes, otros cilindros o el impulso de un volante para empujar el pistón hacia atrás en la otra dirección. Los cilindros de acción simple se encuentran en la mayoría de los tipos de motores alternativos. Son casi universales en los motores de combustión interna (por ejemplo, motores de gasolina y diésel) y también se utilizan en muchos motores de combustión externa como los motores Stirling y algunos motores de vapor. También se encuentran en bombas y cilindros hidráulicos.

## De doble efecto

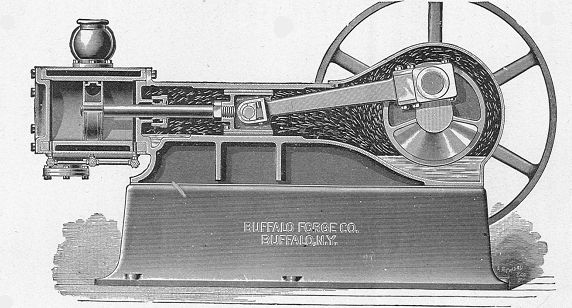
Máquina de vapor horizontal típica con cilindro de doble efecto

Un cilindro de doble efecto es un cilindro en el que el fluido de trabajo actúa alternativamente en ambos lados del pistón. Para conectar el pistón en un cilindro de doble efecto a un mecanismo externo, como un cigüeñal, hay que prever un orificio en uno de los extremos del cilindro para el vástago del pistón, que está provisto de un prensaestopas para evitar el escape del fluido de trabajo. Los cilindros de doble efecto son comunes en las máquinas de vapor, pero son inusuales en otros tipos de motores. Muchos cilindros hidráulicos y neumáticos los utilizan cuando es necesario producir una fuerza en ambas direcciones. Un cilindro hidráulico de doble efecto tiene una conexión en cada extremo, alimentada con fluido hidráulico tanto para la retracción como para la extensión del pistón. Un cilindro de doble efecto se utiliza cuando no se dispone de una fuerza externa para retraer el pistón o puede utilizarse cuando se requiere una gran fuerza en ambas direcciones de desplazamiento.

## Máquinas de vapor

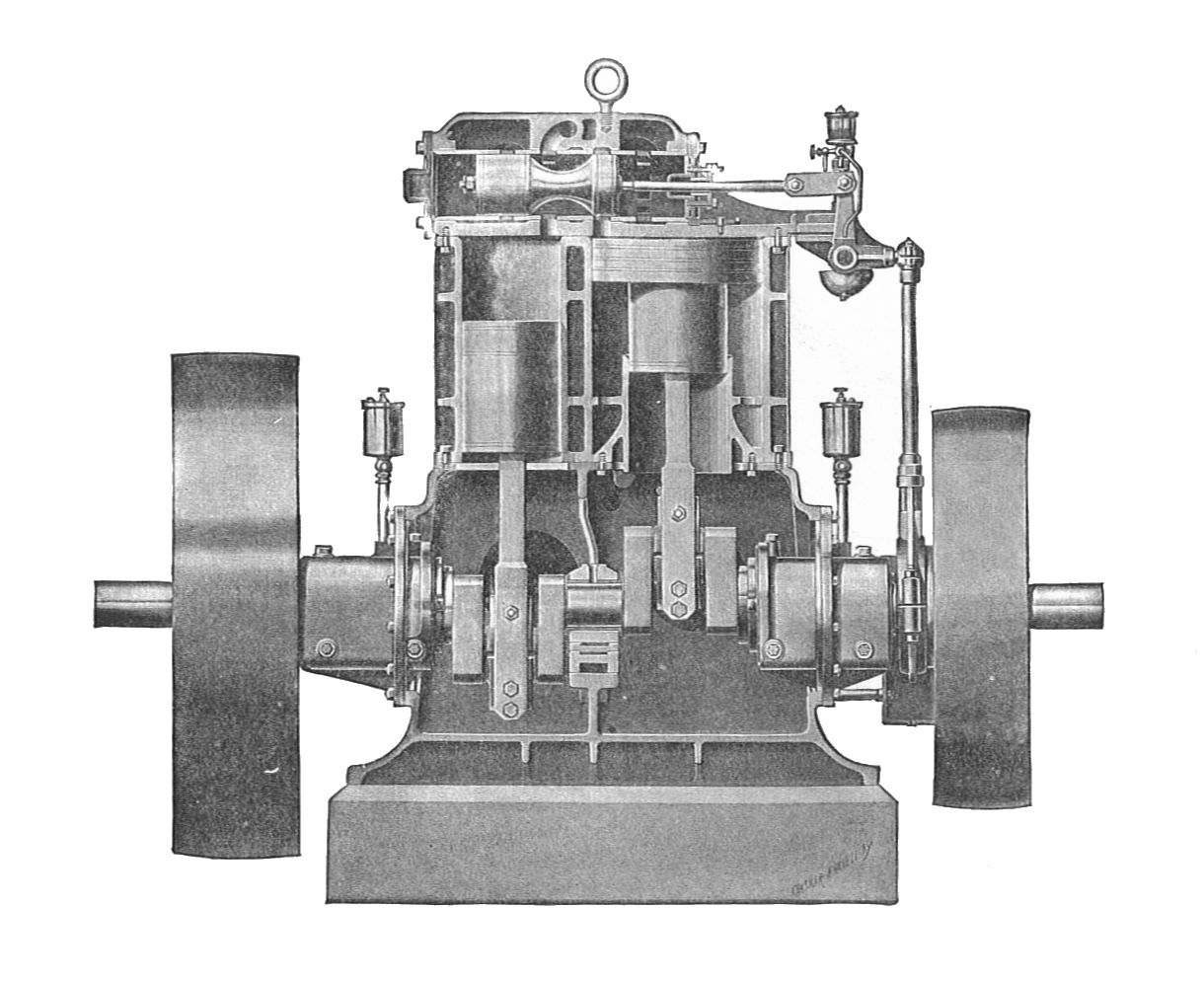
Máquina de vapor de alta velocidad de simple efecto Westinghouse

Máquina de vapor de cilindros oscilantes de simple efecto

Las máquinas de vapor suelen utilizar cilindros de doble efecto. Sin embargo, las primeras máquinas de vapor, como las atmosféricas y algunas de balancín, eran de simple efecto. Estas solían transmitir su fuerza a través del balancín mediante cadenas y una "cabeza de arco", ya que solo se necesitaba una tensión en una dirección.
Cuando se utilizaban para bombear los pozos de las minas y solo tenían que actuar contra una carga en una dirección, los diseños de simple efecto siguieron utilizándose durante muchos años. El principal impulso hacia los cilindros de doble efecto se produjo cuando James Watt intentaba desarrollar un motor de balancín que pudiera utilizarse para accionar maquinaria a través de un eje de salida. Para un motor de un solo cilindro, un cilindro de doble efecto proporcionaba una potencia más suave. La máquina de alta presión, desarrollada por Richard Trevithick, utilizaba pistones de doble efecto y se convirtió en el modelo de la mayoría de las máquinas de vapor posteriores.
Algunas de las últimas máquinas de vapor, las de alta velocidad, utilizaban pistones de simple efecto con un nuevo diseño. La cruceta formaba parte del pistón y ya no había vástago. Esto se debe a razones similares a las observadas en el motor de combustión interna, ya que el hecho de evitar el vástago del pistón y sus juntas permitía un sistema de lubricación del cárter más eficaz.
Los modelos pequeños y los juguetes suelen utilizar cilindros de simple efecto por la razón anterior, pero también para reducir los costes de fabricación.

## Motores de combustión interna

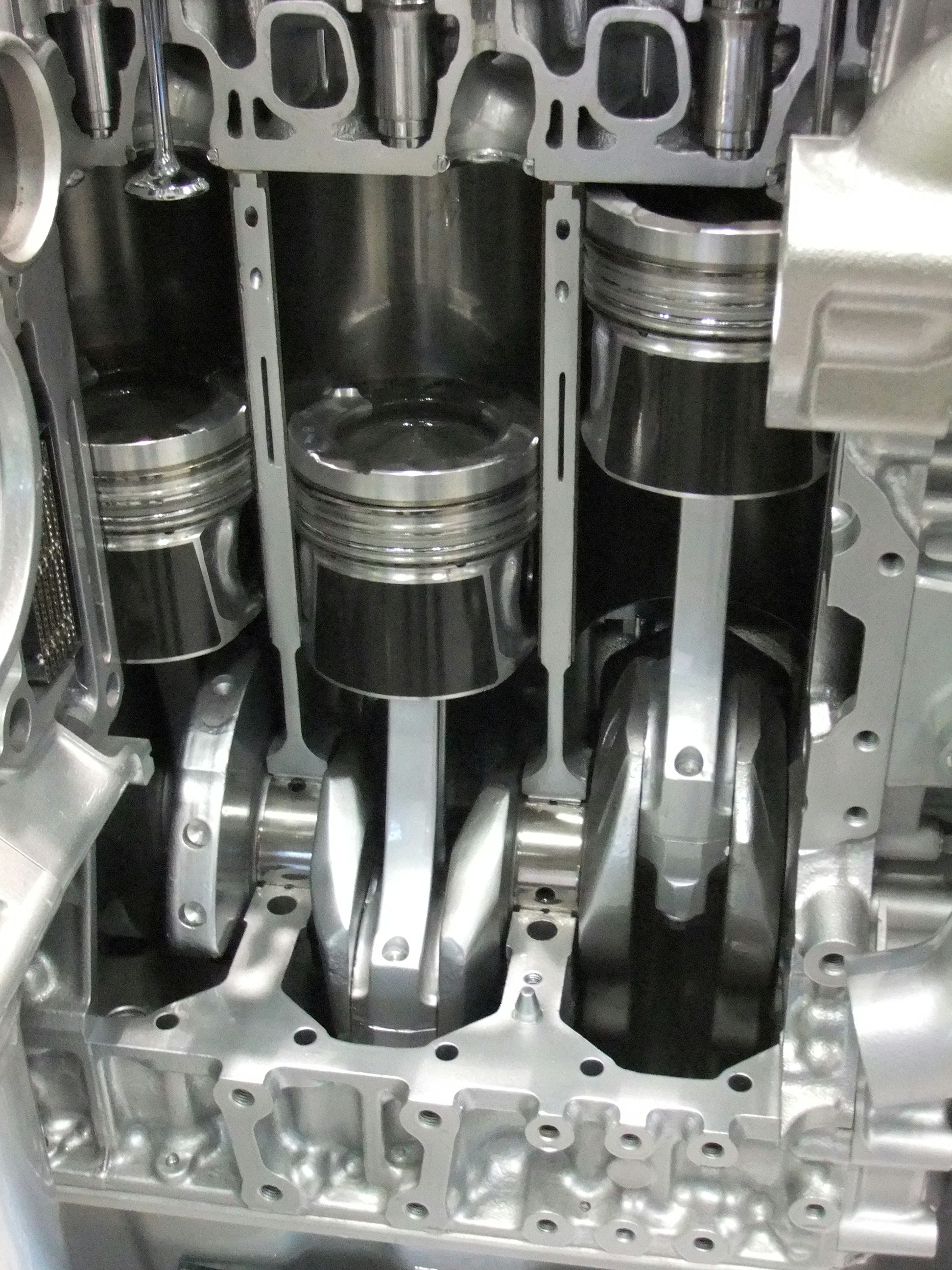
Pistones de simple efecto de un típico motor diésel de automóvil moderno

A diferencia de las máquinas de vapor, casi todos los motores de combustión interna han utilizado cilindros de simple efecto.
Sus pistones suelen ser pistones troncales, en los que la junta del bulón de la biela está dentro del propio pistón. Esto evita la cruceta, el vástago y su prensaestopas, pero también hace casi imprescindible un pistón de simple efecto. Esto, a su vez, tiene la ventaja de permitir un fácil acceso a la parte inferior del pistón para el aceite lubricante, que también tiene una importante función de refrigeración. Así se evita el sobrecalentamiento local del pistón y los segmentos.

### Motores de dos tiempos con compresión en el cárter
Los pequeños motores de gasolina de dos tiempos, como los de las motocicletas, utilizan la compresión del cárter en lugar de un supercargador o un soplador de barrido independiente. Esto utiliza ambos lados del pistón como caras de trabajo, la cara inferior del pistón actúa como un compresor del pistón para comprimir la carga de entrada lista para la siguiente carrera. El pistón se sigue considerando de simple efecto, ya que solo una de estas caras produce potencia.

### Motores de combustión interna de doble efecto

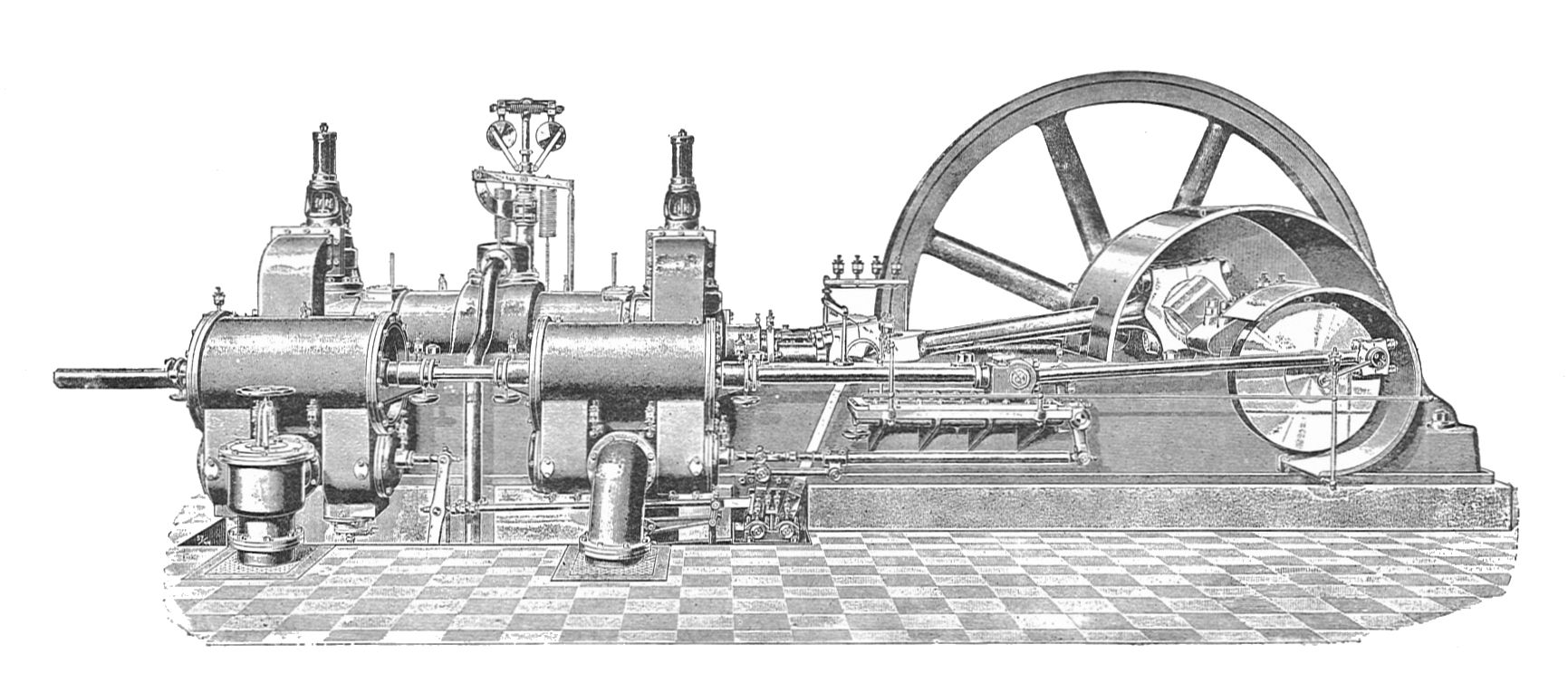
Motor de gas de doble efecto Körting

Algunas de las primeras máquinas de gas, como las originales de Lenoir, de alrededor de 1860, eran de doble efecto y seguían a las de vapor en su diseño.
Los motores de combustión interna pronto pasaron a tener cilindros de simple efecto. Esto se debió a dos razones: en el caso de la máquina de vapor de alta velocidad, la gran fuerza ejercida sobre cada pistón y su biela era tan grande que exigía mucho a los cojinetes. Un pistón de efecto simple, en el que la dirección de las fuerzas era siempre de compresión a lo largo de la biela, permitía una mayor holgura de los cojinetes. En segundo lugar, la necesidad de grandes áreas de válvulas para proporcionar un buen flujo de gases, al tiempo que se requería un pequeño volumen para la cámara de combustión a fin de proporcionar una buena compresión, monopolizaba el espacio disponible en la culata. El cilindro derivado de la máquina de vapor de Lenoir era inadecuado para el motor de gasolina, por lo que apareció un nuevo diseño, basado en válvulas de asiento y un pistón troncal de simple efecto.

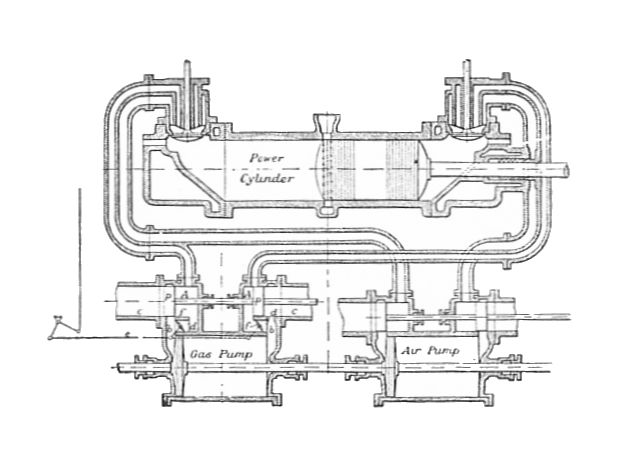
Motor de gas Körting, sección

También se construyeron motores de gas extremadamente grandes como motores de soplado para los altos hornos, con uno o dos cilindros extremadamente grandes y alimentados por la combustión de gas de horno. Estos motores, especialmente los construidos por Körting, utilizaban cilindros de doble efecto. Los motores de gas requieren poca o ninguna compresión de su carga, en comparación con los motores de gasolina o de encendido por compresión, por lo que los diseños de cilindros de doble efecto seguían siendo adecuados, a pesar de sus estrechos y enrevesados pasillos.
Desde entonces, los cilindros de doble efecto se han utilizado con poca frecuencia en los motores de combustión interna, aunque Burmeister & Wain fabricó motores diésel de ciclo de 2 tiempos y doble efecto (2-SCDA) para la propulsión marina antes de 1930. El primero, de 7000 CV, se instaló en el MV Amerika británico (United Baltic Co.) en 1929. Los dos motores SCDA de B&W instalados en el MV Stirling Castle en 1937 producían 24000 CV cada uno.

#### USSPompano
En 1935 se encargó el submarino estadounidense USS Pompano como parte de la clase Perch. Se construyeron seis barcos, con tres diseños diferentes de motores diésel de distintos fabricantes. El Pompano estaba equipado con motores H.O.R. (Hooven-Owens-Rentschler) de 8 cilindros y doble efecto que eran una versión fabricada bajo licencia de los motores auxiliares MAN del crucero Leipzig. Debido al limitado espacio disponible en los submarinos, se optó por motores de pistones opuestos o, en este caso, de doble efecto, por ser más compactos. Los motores del Pompano fueron un completo fracaso y se estropearon durante las pruebas antes de salir del astillero de Mare Island. El Pompano estuvo parado durante ocho meses, hasta 1938, mientras se sustituían los motores. Incluso entonces los motores se consideraron insatisfactorios y fueron sustituidos por motores Fairbanks-Morse en 1942. Mientras se construía el Pompano, se encargaron los submarinos de la clase Salmon. Tres de ellos fueron construidos por Electric Boat, con un desarrollo de 9 cilindros del motor H.O.R. Aunque no fue un fracaso tan grande como los motores del Pompano, esta versión seguía dando problemas y los barcos fueron posteriormente remotorizados con los mismos motores General Motors 16-248 V16 de simple efecto que sus barcos hermanos. Otros submarinos construidos por Electric Boat de las clases Sargo y Seadragon, así como los primeros de la clase Gato, también se construyeron con estos motores H.O.R. de 9 cilindros, pero posteriormente se remotorizaron.

## Cilindros hidráulicos

Cilindro hidráulico de doble efecto

Un cilindro hidráulico es un actuador mecánico accionado por un líquido a presión, normalmente aceite. Tiene muchas aplicaciones, sobre todo en equipos de construcción (vehículos de ingeniería), maquinaria de fabricación e ingeniería civil.